# Zorea, Jovtnevîi
Zorea (în ucraineană Зоря) este un sat în comuna Șevcenkove din raionul Jovtnevîi, regiunea Mîkolaiiv, Ucraina.

## Demografie
Componența lingvistică a localității Zorea
     Ucraineană (90,87%)
     Rusă (6,75%)
     Alte limbi (1,58%)
Conform recensământului din 2001, majoritatea populației localității Zorea era vorbitoare de ucraineană (90,87%), existând în minoritate și vorbitori de rusă (6,75%).